# Dan Calichman
Daniel Jacob Calichman (* 21. Februar 1968 in Huntington Station) ist ein ehemaliger US-amerikanischer Fußballspieler.

## Karriere

### Verein
Calichman erlernte das Fußballspielen in der Schulmannschaft der Williams College. Seinen ersten Vertrag unterschrieb er 1990 beim japanischen Verein Mazda. Der Verein spielte in der zweithöchsten Liga des Landes, der Japan Soccer League Division 2. 1991 wurde er mit dem Verein Vizemeister der Division 2 und stieg in die Division 1 auf. Mit Gründung der Profiliga J.League 1992 und der damit verbundenen Neuorganisation des japanischen Fußballs wurde der Mazda zu Sanfrecce Hiroshima. Für den Verein absolvierte er 50 Ligaspiele.
1996 wechselte er zum US-amerikanischen LA Galaxy. Der Verein spielte in der höchsten Liga des Landes, der Major League Soccer. Für den Verein absolvierte er 68 Erstligaspiele. 1999 wechselte er zum Ligakonkurrenten New England Revolution. Für den Verein absolvierte er 29 Erstligaspiele. 2000 wechselte er zum Ligakonkurrenten San José Earthquakes. Für den Verein absolvierte er 16 Erstligaspiele. 2001 wechselte er zum Zweitligisten Charleston Battery. Ende 2001 beendete er seine Karriere als Fußballspieler.

### Nationalmannschaft
Im Jahr 1997 debütierte Calichman für die Fußballnationalmannschaft der Vereinigten Staaten. Er hat insgesamt zwei Länderspiele für die Vereinigten Staaten bestritten.